# Koryu Uchinadi
Koryu Uchinadi Kenpo-jutsu (Cinese tradizionale hanzi: 古流沖縄手拳法術 - traduzione: Scuola antica del Karate di Okinawa): è una sintesi ed una reinterpretazione contemporanea delle arti di combattimento trasmesse ad Okinawa nell'ultimo periodo del Regno delle Ryukyu.

## Fondamenti storici
Restaurato, ravvivato e sistematizzato da Patrick McCarthy, Hanshi 9º Dan, il lascito del Koryu Uchinadi Kenpo-jutsu può essere fatto risalire alle pratiche del quanfa (kenpo) cinese del Fujian del periodo Qing (1644-1911) che vennero introdotte e segretamente coltivate ad Okinawa durante l'ultima parte dell'antico Regno delle Ryukyu.
Il Koryu Uchinadi Kenpo-jutsu è basato sulle seguenti discipline del quanfa (kenpo cinese) del Fujian: (1) Hsing (Kata) i paradigmi difensivi originari cinesi; (2) Qinna (Torite) tecniche di presa e controllo utilizzate dalle forze dell'ordine locali; (3) (Tegumi) un antico metodo di origine cinese basato sulla lotta corpo a corpo, praticata da ragazzi e giovani uomini; (4) Tigwa forma plebea di impatto percussivo importata nell'isola dal Regno del Siam e (5) Buki-gwa; l'arte dell'uso delle armi. Queste pratiche vennero sintetizzate con le tecniche difensive locali e vennero costantemente reinterpretate nel tempo sia dalle autorità di polizia che da entusiasti praticanti.

## Ispirazioni nello sviluppo del Koryu Uchinadi
- Sakugawa Kanga (1733-1815)
- Waixinzan
- Iwah
- Ason
- Anan
- Matsumora Kosaku (1829-1898)
- Kojo Taite (1837-1917)
- Aragaki Seisho (1840-1920)
- Nakaima Norisato (1850-1927)
- Xie Zhongxiang (1852-1930)
- Higashionna Kanryo (1853-1917)
- Zhou Zhihe (1874-1926)
- Uechi Kambun (1877-1948)
- Wu Xianhui (1886-1940)
- Kyan Chotoku (1870-1945)
- Motobu Chōki (1871-1944)
- Tang Daiji (1887-1937)
- Miao Xing (1881-1939)
- Kiyoda Juhatsu (1886-1967)
- Oshiro Chojo (1887-1935)
- Hanashiro Chomo (1869-1945)
- Richard Kim (1917-2001)
- Kinjo Hiroshi (1919-2013)
- Patrick McCarthy (1954)

## Classificazione delle tecniche
Il Koryu Uchinadi Kenpo-jutsu include un'ampia gamma di abilità fisiche che consistono nel bloccare, calciare, colpire con i pugni [kihon-waza], manipolare le articolazioni e controllare gli arti (kansetsu-waza), limitare i movimenti dell'avversario (katame-waza), afferrare/premere i nervi e attaccare i tendini (tori-te waza), colpire i punti anatomicamente vulnerabili (kyusho-jutsu), limitare l'afflusso di sangue al cervello e aria ai polmoni (shime-waza), rompere l'equilibrio/proiettare (nage-waza), lottare a terra (ne-waza), uscire da prese e contrattaccare (gyaku-waza).

## Pratica fisica e teoria
Il Koryu Uchinadi Kenpo-jutsu è caratterizzato da dinamiche corporee vibranti, ashisabaki (movimenti dei piedi) e taisabaki (movimenti del corpo), kata classici (forme) ed esercizi con un partner basati su applicazioni reali, conosciuti come tegumi futari-geiko. 

## Kata (Forme)
Il Kata rappresenta un fenomeno culturale del movimento umano che costituisce una sorta di catalogo dei "waza" (tecniche) individuali, collegati tra loro in sequenze geometriche per formare un riferimento specifico con lo scopo di preservare l'arte e facilitarne la trasmissione alle generazioni future.
Ci sono diciassette kata a mani vuote che vengono praticati oggi nel Koryu Uchinadi Kenpo-jutsu:
Sanchin - Tai Sabaki - Chokyu (Gekkisai) - Kume Hakutsuru - Yara Kusanku -
Naihanchin (Tekki)- Nanshu - Happoren (Paipuren) - Nepai (Nipaipo) -
Matsumura Bassai - Rakan-ken - Ryushan - Aragaki Niseishi (Nijushiho) -
Aragaki Seisan - Aragaki Sochin - Aragaki Unshu - Wando (Wanduan)

## Tegumi 手組  (esercizi a due persone)
Il Koryu Uchinadi Kenpo-jutsu enfatizza gli esercizi a due persone chiamati tegumi futari geiko (Te = mano o mani). Tra le diverse interpretazioni che possono essere attribuite al termine “gumi” ricordiamo unire, cooperare e afferrare. In questo contesto Tegumi si riferisce all'intrappolare e afferrare con le proprie mani. Futari-geiko significa pratica continuativa o esercizio fluido), quali principali forme di allenamento. Practiche di questo tipo includono la riproduzione di attacchi realistici, come strangolamenti, prese, ecc... e le corrispondenti difese sia da posizione eretta (tachi-waza) che da terra (ne-waza) con compagni che alternano il ruolo di attaccante e difensore. Attraverso la pratica dei tegumi, il praticante comprende i significati ed i principi dei movimenti e delle posizioni (composizioni difensive) integrati nei kata.
Quando pratica i tegumi il praticante applica diversi colpi e calci con i piedi, controlli, intrappolamenti, agganci e deflessioni con avambracci e mani, urti col corpo, lotta, blocco delle articolazioni e colpi ai punti vitali con le nocche o le dita in un "flusso continuativo" di movimenti usando brevi sequenze difensive estratte dai kata tradizionali. Concentrarsi su una sequenza limitata di movimenti consente al praticante di acquisire velocemente familiarità con la tecnica che diviene in breve un'azione riflessa. L'allenamento ai tegumi è molto importante poiché in una situazione reale di autodifesa l'esecuzione intuitiva ed automatica del gesto difensivo è un elemento vitale.

## Filosofia morale e fondamenti spirituali
La pratica fisica e la teoria del Koryu Uchinadi Kenpo-jutsu fornisce la competenza tecnica necessaria ma non si esaurisce in questo. La missione principale della pratica fisica e della teoria è quella di fornire un percorso in cui promuovere la crescita umana e in cui i significati di ogni azione vengono analizzati nel contesto della loro totalità facendo in modo che il praticante si esprima, ascolti, assorba, risponda e, attraverso lo sforzo continuo, migliori se stesso.
Il Koryu Uchinadi Kenpo-jutsu ci insegna che lo sviluppo interiore sviluppa l'umiltà, il rispetto e la tolleranza per tutte le cose ed è attraverso questo austero allenamento che il praticante impara come superare gli ostacoli e le difficoltà apparentemente insormontabili che la vita gli riserva, per poter vivere felicemente e senza conflitti.